# 島根県道224号青原停車場線
島根県道224号青原停車場線（しまねけんどう224ごう あおはらていしゃじょうせん）は、島根県鹿足郡津和野町を通る一般県道である。

## 概要
JR西日本山口線 青原駅から国道9号交点に至る。

### 路線データ
- 起点：鹿足郡津和野町冨田（JR西日本山口線 青原駅前）
- 終点：鹿足郡津和野町冨田（国道9号交点）
- 総延長：417 m[1]

## 歴史
- 1958年（昭和33年）6月13日 - 島根県告示第525号により認定される。
- 1972年（昭和47年）頃 - 現行の県道番号に変更される。
- 2005年（平成17年）9月25日 - 鹿足郡の津和野町・日原町が対等合併して改めて鹿足郡津和野町が設置されたことにより全区間が鹿足郡津和野町を通る路線になり、併せて起終点の地名が変更される（鹿足郡日原町冨田 → 鹿足郡津和野町冨田）。
- 2021年（令和3年）3月19日 - 青原橋の架け替えにより、起点から終点まで417 mの新道に切り替えられ、旧橋は通行止めとなる[1]。

## 路線状況
青原とは1954年（昭和29年）3月31日まで存在した鹿足郡の村の名前で、鹿足郡津和野町には青原という大字もある。

### 道路施設

#### 橋梁
- 青原橋（高津川、鹿足郡津和野町）

## 地理

### 通過する自治体
- 島根県
  - 鹿足郡津和野町

### 交差する道路
| 交差する道路           | 交差する場所 | 交差する場所 |
| ---------------------- | ------------ | ------------ |
| 国道9号 国道187号 重複 | 冨田         | 終点         |

### 沿線
- JR西日本山口線 青原駅
- 高津川